# Gobseck
Gobseck est une nouvelle d’Honoré de Balzac publiée en 1830. Elle fait partie des Scènes de la vie privée de La Comédie humaine.

## Historique du texte
Paru en ébauche dans le périodique La Mode dès mars 1830, sous le titre : L'Usurier, puis en août 1830 dans le journal Le Voleur, le texte paraît en volume cette même année chez Mame-Delaunay avec un nouveau titre Les Dangers de l’inconduite, qui devient en 1835 Papa Gobseck aux éditions de Madame Charles-Béchet. Le titre définitif, Gobseck, s'impose en 1842 dans l’édition Furne de La Comédie Humaine.

## Résumé
La scène débute dans le salon de la vicomtesse de Grandlieu, en conversation avec un ami de la famille, l’avoué maître Derville. L'avoué entend, pendant la conversation de Mme de Grandlieu avec sa fille Camille, que celle-ci est amoureuse du jeune Ernest de Restaud, fils d'Anastasie de Restaud, née Goriot. Mme de Grandlieu désapprouve cet amour : la mère d’Ernest est dépensière, enlisée dans une relation illégitime avec Maxime de Trailles, pour lequel elle gaspille sa fortune. Derville intervient en faveur de Camille : il démontre qu’Ernest s’est vu attribuer depuis peu l’intégralité de l’héritage familial. Ce récit, qui constitue une mise en abîme d’un type humain du monde balzacien, met en lumière les personnages de Jean-Esther van Gobseck, usurier, et de maître Derville, avocat en début de carrière. Ces deux personnages, qui jouent un rôle essentiel dans ce roman, reparaissent dans l’ensemble de La Comédie humaine, soit sous forme d’évocation : Gobseck, soit en personne : maître Derville, que l’on retrouve dans Le Colonel Chabert, Splendeurs et misères des courtisanes et dans de nombreux autres volumes de La Comédie humaine. Il fait partie, dans les personnages de La Comédie humaine, de la catégorie des gens de robe honnêtes.

## Commentaire
L’organisation de cette œuvre est trompeuse : si la trame de l’histoire est bel et bien celle du mariage de Camille, Balzac s’attache avant tout à dépeindre, en véritable « visionnaire passionné » (Baudelaire, L’Art poétique), la vie d’un type méconnu : celui de l’usurier. Et quel usurier ! Car bien sûr, en peignant un tel personnage, Balzac se fait critique de l'avarice, comme on le voit à la fin du roman, où il présente des myriades de denrées entassées çà et là. Mais contrairement à de grands avares comme le « père » Grandet, le « papa » Gobseck aime autant l'argent pour lui-même que parce qu'il lui donne du pouvoir.
Mais Balzac vise moins l'avare que l'ensemble de la société. Nous sommes sous la Restauration (au moment de l'histoire, vers 1829), et les nobles reprennent leur place, enviée de tous. Malheureusement, la noblesse ne s'acquiert pas si facilement. Du moins le croit-on, car au-dessus de cela règne l'argent, et avec lui le mariage de convenance entre noblesse déchue et riche bourgeoisie ; tout s'achète dans ce monde. C'est bien cette soumission à l'argent que Balzac met en avant, en mettant en scène (nous sommes dans La Comédie humaine) la vicomtesse de Grandlieu, qui invoque le prétexte des préjugés nobiliaires (Ernest est fils d'une roturière indigne qui ruine sa famille) pour refuser le mariage de sa fille avec Ernest de Restaud, alors que ce qui prime, c'est évidemment que sa famille soit désargentée !

## Le portrait de Gobseck
« Cet homme singulier n'avait jamais voulu voir une seule personne des quatre générations femelles où se trouvaient ses parents. Il abhorrait ses héritiers et ne concevait pas que sa fortune pût jamais être possédée par d'autres que lui, même après sa mort. Sa mère l'avait embarqué dès l'âge de dix ans en qualité de mousse pour les possessions hollandaises dans les grandes Indes, où il avait roulé pendant vingt années. Aussi les rides de son front jaunâtre gardaient-elles les secrets d'événements horribles, de terreurs soudaines, de hasards inespérés, de traverses romanesques, de joies infinies : la faim supportée, l'amour foulé aux pieds, la fortune compromise, perdue, retrouvée, la vie maintes fois en danger, et sauvée peut-être par ces déterminations dont la rapide urgence excuse la cruauté. Il avait connu l'amiral Simeuse, monsieur de Lally, monsieur de Kergarouët, monsieur d'Estaing, le bailli de Suffren, monsieur de Portenduère, lord Cornwallis, lord Hastings, le père de Tippo-Saeb et Tippo-Saeb lui-même. Ce Savoyard, qui servit Madhadjy-Sindiah, le roi de Delhy, et contribua tant à fonder la puissance des Marhattes, avait fait des affaires avec lui. Il avait eu des relations avec Victor Hughes et plusieurs célèbres corsaires, car il avait longtemps séjourné à Saint-Thomas. Il avait si bien tout tenté pour faire fortune qu'il avait essayé de découvrir l'or de cette tribu de sauvages si célèbres aux environs de Buenos-Ayres. Enfin il n'était étranger à aucun des événements de la guerre de l'indépendance américaine. Mais quand il parlait des Indes ou de l'Amérique, ce qui ne lui arrivait avec personne, et fort rarement avec moi, il semblait que ce fût une indiscrétion, il paraissait s'en repentir. Si l'humanité, si la sociabilité sont une religion, il pouvait être considéré comme un athée. »

## Adaptation à l'écran
- 1936 : Gobseck, film soviétique réalisé par Konstantin Eggert.
- 1987 : Gobseck, film soviétique, remake du précédent par Alexandre Orlov.